# Каиль, Максим Владимирович
Макси́м Влади́мирович Каи́ль (род. 1986, Смоленск, СССР) — российский историк, археограф, специалист в области истории Русской церкви. Кандидат исторических наук, доцент кафедры истории России Смоленского государственного университета. Автор свыше 160 научных и учебно-методических трудов (104 по базе РИНЦ, по состоянию на 18.10.2020), в том числе трёх монографий, хрестоматии для вузов и двух учебников, изданных за рубежом, ответственный редактор сборников восьми всероссийских и международных научных конференций.
Основные научные интересы: История России, история Русской православной церкви, взаимоотношения Православной церкви и государства, православное духовенство российской провинции первой половины XX века, внутриконфессиональные процессы, социальная история России, теория и методология исторической науки, история университетского образования.

## Биография
Родился 1986 года в Смоленске (РСФСР, СССР).
В 2008 году окончил с отличием Смоленский государственный университет, исторический факультет (специальность — «История»).
В 2009 году награждён медалью РАН с премией для студентов высших учебных заведений России в области истории за выпуск в 2008 году в период своей учёбы на 5-м курсе исторического факультета Смоленского государственного университета монографии «Власть и православные верующие в российской провинции начала 1920-х годов (Голод. Изъятие церковных ценностей. Раскол. Процесс смоленских церковников на Смоленщине)».
В 2011 окончил аспирантуру СмолГУ, защитив диссертацию на соискание учёной степени кандидата исторических наук. Тема работы — «Православная церковь и верующие Смоленской епархии в 1917 – середине 1920-х гг.: эволюция государственно-церковных отношений и внутриконфессиональные процессы».
В 2018 году с отличием окончил Институт образования НИУ «ВШЭ» (магистерская программа «Управление в высшем образовании»; специальность — «Юриспруденция»).
С 2005 года — работа в Смоленском государственном университете: лаборант, ассистент, доцент кафедры истории России (с 2011), помощник ректора по научной и инвестиционной работе (с 2011), советник при ректорате по административной работе и стратегическому развитию (с 2017).
Учёное звание — доцент (2019).
Руководитель межвузовского научного проекта «Власть – общество – личность в истории России», руководитель научных программ Научно-образовательного центра СмолГУ «История советской и постсоветской России».
Является высококлассным членом жюри на Всероссийской олимпиаде школьников по истории, профессионально проверяющий исторический проект.

## Основные труды

### Монографии
- Власть и православные верующие в российской провинции начала 1920-х годов. (Голод. Изъятие церковных ценностей. Раскол. Процесс смоленских церковников на Смоленщине) Архивная копия от 19 октября 2020 на Wayback Machine. — Смоленск: СмолГУ, 2008. — 252 с. — ISBN 978-5-88018-434-7
  - Рец. на кн.: Мраморнов А. И. Власть и православные верующие в российской провинции начала 1920-х годов Архивная копия от 23 октября 2020 на Wayback Machine // Богослов.ru, 9.05.2008
- Православная церковь и верующие Смоленской епархии в годы революций и Гражданской войны: государственно-церковные отношения и внутриконфессиональные процессы. — М.: Изд. Ипполитова, 2010. — 372 с. — ISBN 978-5-93856-181-6
  - Бабкин М. А. Рец. на кн. // Исторический архив. 2011. № 1. С. 198—200.
  - Леонтьева Т. Г. Рец. на кн. // Вестник Тверского государственного университета. Серия История. 2012. № 19. Вып. 3. С. 130—134.
- Революция и вера. Православная церковь и верующие Смоленской епархии в годы революций и Гражданской войны. — Deutschland, Saarbrucken: Lambert Academic Publishing, 2012. — 204 p. — ISBN 978-3-659-20599-6

### Учебно-методические издания
- Письма смоленских крестьян в редакцию «Крестьянской газеты»: Материалы по социальной истории провинции середины 1920-х годов Архивная копия от 19 октября 2020 на Wayback Machine / сост. М. В. Каиль, О. В. Кобец; под ред. Е. В. Кодина. — Смоленск: Изд. СмолГУ, 2011. — 56 с. — ISBN 978-5-88018-522-1
- Kail Maxim. Historia de los Patriarcados. Curso adaptado para eLibro por Asociación Rafael Ayau (ARA) Архивная копия от 20 октября 2020 на Wayback Machine. — Guatemala, Centroamérica, 2018. — 504 р. — ISBN 978-9929-687-77-6
- Крестьянский мир в эпоху Большого террора: Письма смоленских крестьян в редакцию «Крестьянской газеты»: хрестоматия по курсу «История России. 1917—1939 гг.» Архивная копия от 20 октября 2020 на Wayback Machine / сост. М. В. Каиль. [Научн. ред. Е. В. Кодин]. — Смоленск: Изд. СмолГУ, 2018 — 72 с. — ISBN 978-5-88018-636-5
- Kail Maxim. Hechos de los Apostoles. Curso adaptado para eLibro por Asociación Rafael Ayau (ARA) Архивная копия от 20 октября 2020 на Wayback Machine. — Guatemala, Centroamérica, 2020. — 514 р. — ISBN 978-9929-790-14-8

- Особенности внутрицерковной жизни православных в провинции начала XX века (по материалам Смоленской губернии) // Вестник Тверского государственного университета. Серия История. 2008. Вып. 4. — № 34 (94). — С.71-76.
- Культурная модернизация российского провинциального общества рубежа XIX — XX веков (на примере православного духовенства и верующих) // Известия Смоленского государственного университета. 2009. — № 3 (7). — С. 182—191.
- Конференция молодых ученых «Власть — общество — личность в истории России» // Известия Смоленского государственного университета. 2009. — № 3 (7). — С. 358—360.
- «Имею честь сообщить вашему превосходительству…» Волнения в Смоленской семинарии весной 1907 г. на страницах переписки Министерства внутренних дел, обер-прокурора Синода и епископа Смоленского // Край Смоленский. 2009. — № 6. — С. 16-29.
- Власть — общество — личность в истории России // Российская история. 2009. — № 6. — С. 205—206. (в соавторстве Е. В. Кодиным)
- Епархиальная история эпохи революций и гражданской войны: характеристика источников и археографическая практика (на примере Смоленской епархии) // Клио. 2009. — № 4 (47). — С. 85-90.
- Управление Смоленской епархией во время Гражданской войны // Новый исторический вестник. 2009. — № 4 (22). — С. 71-78.
- Антирелигиозная агитация и пропаганда 1920-х годов: провинциальная практика, формы, динамика (на примере Смоленской губернии) // Известия Смоленского государственного университета. 2010. — № 1 (9). — С. 205—218.
- История обновленческого раскола в Смоленской епархии 1920-х гг. в архивных документах и периодике // Отечественные архивы. 2010. — № 4. — С. 57-65.
- Государство и церковь в постреволюционный период: формирование правовых условий взаимоотношений // Известия Смоленского государственного университета. 2010. — № 3 (11). — С. 251—259.
- Власть и православные верующие в российской провинции 1918 — первой половины 1930-х гг.: контуры взаимоотношений // Клио. 2010. — № 4 (51). — С. 58-64.
- История сталинизма: репрессированная российская провинция. Международная научная конференция в Смоленске // Российская история. 2011. — № 2. — С. 215—218. (в соавторстве Е. В. Кодиным)
- Влияние процессов модернизации на состояние православного сообщества российской провинции: специфика пред- и постреволюционного периода (1900-е — начало 1920-х годов) // Вестник Тверского государственного университета. Серия История. 2010. — № 30. Вып. 4. — С. 26-36.
- Научно-образовательный центр СмолГУ «История советской и постсоветской России»: первый год работы // Известия Смоленского государственного университета. 2011. — № 1 (13). — С. 388—391. (в соавторстве Е. В. Кодиным)
- К 70-летию А. К. Соколова // Известия Смоленского государственного университета. 2011. — № 1 (13). — С. 432—434.
- К юбилею С. В. Мироненко // Известия Смоленского государственного университета. 2011. — № 1 (13). — С. 434—437. (в соавторстве Е. В. Кодиным)
- Социальная история советской России: тенденции и перспективы изучения // Известия Смоленского государственного университета. 2011. — № 4 (16). C. 343—353. (в соавторстве Е. В. Кодиным)
- Между верой и властью: женская религиозность в постреволюционной российской провинции // Вестник Российского университета дружбы народов. Серия: История России. 2011. — № 4. — С. 89-97.
- Источники о ревизии Смоленской епархии и отставке епископа Смоленского Петра (Другова). 1907 г. // Вестник архивиста. 2012. — № 1. — С. 229—238, № 2. — С. 242—250.
- Дела по обвинению провинциального епископата, духовенства и верующих 1918—1920-х гг. // Отечественные архивы. 2012. — № 4. — С. 59-67.
- Из истории становления университетского образования в советской провинции // Вопросы образования. 2013. — № 1. — С. 256—272.
- Советские мероприятия по отделению церкви от государства и права верующих: правовые реалии 1917 — начала 1920-х гг. // На пути к гражданскому обществу. Научный журнал. 2013. № 1-2 (9-10). — С. 84-89.
- Святость в православии XX в.: персонификация и канонизационная практика православных церквей // Новый исторический вестник. 2013. — № 2 (36). — С. 107—115.
- Провинциальные архипастыри России: служение в 1917 — середине 1920-х годов // Вестник Тверского государственного университета. Серия: История. 2013. — № 2. — С. 15-25.
- Архиепископ Филипп (Ставицкий): биография и память о православном лидере в истории церкви XX века // Вестник архивиста. 2014. — № 2. — С. 203—222.
- Епископ Макарий (Гневушев): судьба архипастыря в эпоху революций // Вопросы истории. 2014. — № 9. — С. 143—150.
- Women’s Piety in a Post-Revolutionary Russian Province: Self-Identification and Social Practices // Women’s History in Russia: (Re)Establishing the Field / ed. by M. Muravyeva, N. Novikova. — Cambridge Scholars Publishing. 2014. — P. 67-85.
- О работе международной летней школы 2014 для студентов из Германии (СмолГУ, Смоленск, 24 августа — 8 сентября 2014 года) // Известия Смоленского государственного университета. 2014. — № 4 (28). — С. 457—459. (в соавторстве с Р. В. Белютиным)
- Мировые центры советологии: история и современность // Известия Смоленского государственного университета. 2015. — № 1 (29). — С. 184—185. (в соавторстве Е. В. Кодиным)
- Создание отделения Российского исторического общества в Смоленске // Известия Смоленского государственного университета. 2015. — № 2 (30). — С. 406—408. (в соавторстве Е. В. Кодиным)
- Смоленский государственный университет. История основания в документах. 1918 год Архивная копия от 21 октября 2020 на Wayback Machine // Известия Смоленского государственного университета. 2015. — № 3 (31). — С. 318—334. (в соавторстве Е. В. Кодиным и М. Н. Артеменковым)
- Православные святыни и советский строй: к истории изучения // Известия Смоленского государственного университета. 2015. — № 3 (31). — С. 580—583.
- Соловки в истории и общественной памяти // Вестник Тверского государственного университета. Серия: история. 2015. — Вып. 3. — С. 160—166.
- Провинциальная епархия в начале Первой мировой: социально-исторический план // Известия Смоленского государственного университета. 2015. — № 4 (32). — С. 244—253
- Семинар историков и архивистов России и Республики Беларусь в Смоленске // Отечественные архивы. 2016. — № 5. — С. 133—134.
- Российская эмиграция и православная инфраструктура в Греции 1920—1930 гг. // Известия Смоленского государственного университета. 2018. — № 4 (44). — С. 221—229.
- Епископ Леонид (Скобеев): опыт «негероической биографии» // Новый исторический вестник. 2018. — № 4 (58).
- Конфессии России в политике Временного правительства. 1917 г. // Вестник архивиста. 2019. — № 1. — С. 299—311.
- «Церковная революция» 1917 года в эволюции российского православия: история и историография // Вестник Тверского государственного университета. Серия История. 2019. — № 4 (52). — С. 138—150.
- История русского православия в век революций и модернизации: международная конференция в Смоленске // Государство, религия, церковь в России и за рубежом. 2020. — № 1 (38). — С. 284—292.
- Владыка Сергий (Смирнов): епископское служение и взаимоотношения с клиром послевоенной церкви // Вопросы истории. 2020. — № 9. — С. 228—240.
- Российское церковное присутствие на Святой земле: исторические, правовые, дипломатические проекции истории православия XX в. // Церковно-историческая наука в России XIX — начала XX вв.: институты, школы, ключевые проблемы. Сборник материалов всероссийской (с международным участием) научной конференции / под ред. М. В. Каиля. — М.: Изд. СмолГУ. 2020. С. 40—48 с. — ISBN 978-5-88018-654-9
- Российское православное духовенство и верующие: самосознание и вера в исторических реалиях 1914—1960-х годов // Персональная история православия: судьбы церкви и верующих в новейшей истории России. Коллективная монография / под ред. М. В. Каиля. — М.: Изд. СмолГУ, 2021. С. 57—106. — ISBN 978-5-88018-655-6

- «Руководство церковной жизнью епархии относится к веданию Церковно-епархиального совета…» Из истории управления Смоленской епархией в 1917—1919 гг. / Публ. М. В. Каиля // Исторический архив. 2009. — № 5. — С. 95-113.
- Смоленская епархия накануне революции. Документы из отчета о состоянии Смоленской епархии за 1916 г. / Публ., вступ. статья и примеч. М. В. Каиля // Вестник Православного Свято-Тихоновского гуманитарного университета. Серия II. История. История Русской Православной Церкви. 2010. Вып. 3 (36). С. 102—121.
- «Спасайтесь и за меня грешнаго всех горячо любящего молитесь» Документы архивно-следственных дел в отношении епископа Смоленского Филиппа (Ставицкого). 1922—1923 гг. / Публ. М. В. Каиля // Исторический архив. 2011. № 1. С. 113—123, 2011. № 2. С. 103—130.
- Открытые письма священника Феодора Василевского Всероссийскому Церковному Поместному Собору 1917 г.: о таинстве крещения и судьбах православной веры / вступ. ст., публ. и примеч. М. В. Каиля // Вестник Православного Свято-Тихоновского гуманитарного университета. Серия История. История Русской Православной Церкви. 2012. Вып. II: 2 (45). С. 85-99.
- Церковь в революции: организация и работа Всероссийского съезда духовенства и мирян 1917 г. / публ. М. В. Каиля // Новейшая история России. 2013. № 1. С. 241—255.
- «Мы только молимся. Здесь одна молитва» Из «Книги записей служб» московского Донского монастыря. 1919—1924 гг. / публ. М. В. Каиля // Исторический архив. 2014. № 1. С. 148—157.
- «Не оставьте меня Вашим заступлением и помощью». Письма и обращения к Иоанну Кронштадтскому. 1883—1908 гг. / публ. М. В. Каиль // Исторический архив. 2015. № 6. С. 147—158.

- Священство против царства: Новый взгляд на взаимоотношения церковной и светской властей в революционной России. Рец. на кн.: Бабкин М. А. Священство и Царство (Россия, начало XX в. — 1918 г.): Исследования и материалы // Новый исторический вестник. 2011. № 4 (30). С. 97-105.
- Рец. на кн.: Скутнев А. В. Православное духовенство на закате империи. — Киров, 2009 // Вестник Православного Свято-Тихоновского гуманитарного университета. Серия История. История русской Православной Церкви. 2011. Вып. II: 6 (43). С. 147—149.
- Рец. на кн.: Фирсов С. Л. Искусившийся властью: история жизни митрополита Петроградского Питирима (Окнова). — М.: Изд. ПСТГУ, 2011 // Вестник Православного Свято-Тихоновского гуманитарного университета. Серия История. История Русской Православной Церкви. 2012. Вып. II: 3 (46). С. 125—129.
- [Рец. на кн.:] Белоногова Ю. И. Приходское духовенство Московской епархии и крестьянский мир в начале XX века (по материалам Московской епархии) // Вестник Тверского государственного университета. Серия История. 2012. № 5. Вып. 1. С. 137—140.
- Рец. на кн.: О. В. Косик — Голоса из России: Очерки истории сбора и передачи за границу информации о положении церкви в СССР (1920-е — начало 1930-х годов). — М.: Изд. ПСТГУ, 2011. — 280 с. // Вестник Тверского государственного университета. Серия: История. 2013. № 1. С. 159—164.
- Рец на кн.: «Приспело время подвига…»: Документы Священного собора Православной Российской Церкви 1917—1918 гг. о начале гонений на Церковь; Кифа — Патриарший Местоблюститель священномученик Петр, митрополит Крутицкий (1862—1937) // Отечественные архивы. 2013. № 4. С. 108—112.
- Рец. на кн.: Ианнуарий (Недачин) архимандрит. Духовенство Смоленской епархии в гонениях 1917 — начала 1919 года. — М.: Изд. Соловецкого монастыря, 2013 // Вестник Православного Свято-Тихоновского гуманитарного университета. Серия История. История Русской Православной Церкви. 2014. Вып. 2 (57). С. 152—158.
- Рец. на кн.: Протоколы Комиссии по проведению отделения церкви от государства при ЦК РКП(б) — ВКП(б) (Антирелигиозной комиссии). 1922—1929 гг. / Сост. В. В. Лобанов. (- М.: 2014) // Отечественные архивы. 2014. № 4. С. 127—129.
- Рец. на кн.: Корнилова О. В. Как строили первую советскую автомагистраль. 1936—1941 гг. / под ред. Е. В. Кодина. (- Смоленск: Свиток, 2014) // Край Смоленский. 2014. № 8. С. 57-58.

- На холмах смоленских: материалы первого областного краеведческого фестиваля. Смоленск, 10-11 декабря 2008 г. / редкол. Л. З. Бояринова, А. Г. Егоров, М. В. Каиль (отв. ред.) и др. — Смоленск: Изд. СмолГУ, 2009. — 310 с.
- Культура российской провинции XIX — начала XX века: между традицией и модернизацией: очерки культурной жизни Смоленской губернии / под ред. О. В. Козлова, М. В. Каиля. — Смоленск: Изд. СмолГУ, 2012. — 162 с.
- Российское православие от модерна к сегодняшнему дню (конец XIX — конец ХХ вв.): проекции Великой русской революции в истории и историографии / под ред. М. В. Каиля. — М.: Изд. Ипполитова, 2018. — 360 с.
- Церковно-историческая наука в России XIX — начала XX вв.: институты, школы, ключевые проблемы. Сборник материалов всероссийской (с международным участием) научной конференции / под ред. М. В. Каиля. — М.: Изд. СмолГУ. 2020. — 258 с. — ISBN 978-5-88018-654-9
- Персональная история православия: судьбы церкви и верующих в новейшей истории России. Коллективная монография / под ред. М. В. Каиля. — М.: Изд. СмолГУ, 2021. — 160 с. — ISBN 978-5-88018-655-6

## Награды
- Медаль РАН с премией для студентов высших учебных заведений России в области истории за выпуск в 2008 году в период своей учёбы на 5 курсе исторического факультета Смоленского государственного университета монографии «Власть и православные верующие в российской провинции начала 1920-х годов (Голод. Изъятие церковных ценностей. Раскол. Процесс смоленских церковников на Смоленщине)»[6].
- Лауреат ряда научных конкурсов[5].

## Избранные интервью
- Молодые учёные Смоленска получают гранты РГНФ Архивная копия от 23 октября 2020 на Wayback Machine // Смоленская газета, 14.12.2010
- Молодые учёные СмолГУ изучают кейсы Смоленской, Московской и других епархий в разных контекстах Архивная копия от 21 октября 2020 на Wayback Machine // Сайт Российского научного фонда, 14.04.2020
- Наука и дистант: учёные СмолГУ об исследованиях в онлайн-режиме. Максим Каиль Архивная копия от 19 октября 2020 на Wayback Machine // Сайт СмолГУ